# Likeurstokerij 't Zwaantje
Likeurstokerij 't Zwaantje in Temse werd opgericht in 1890 door Aloïs Bruyneel (Temse, 1865-1940).

## Geschiedenis

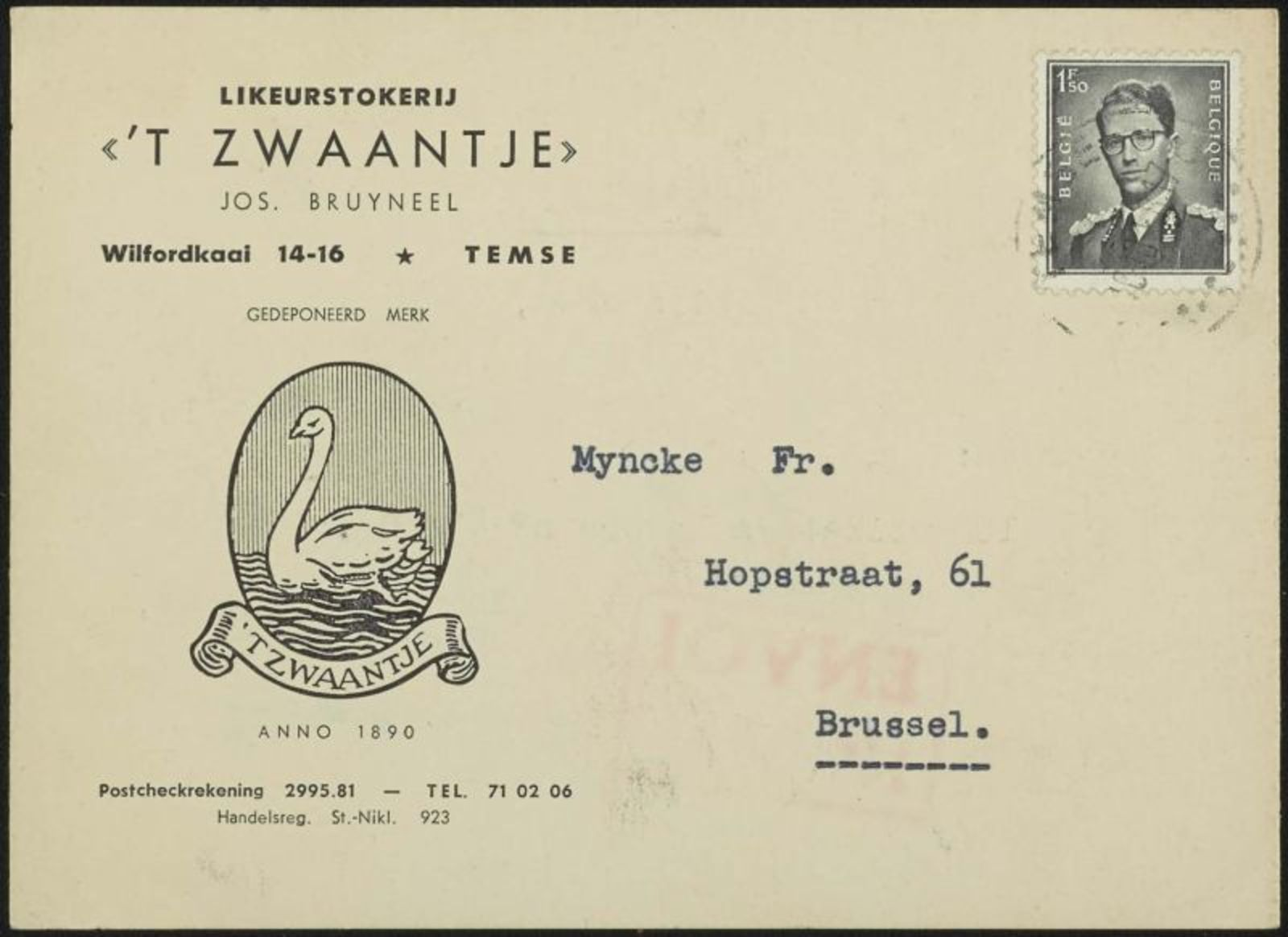
Briefkaart 'Likeurstokerij 't Zwaantje' te Temse uit 1958

Aloïs Bruyneel was vooraf vertegenwoordiger bij de stokerij Jacques Neefs in Antwerpen. Aloïs was zeer actief in diverse lokale maatschappijen: als voorzitter van de Maatschappij van de Boomteelt en Tuinbouwkunde, secretaris (1914-1925) en actief schutter bij de handboogmaatschappij Sint-Joris en medestichter-beheerder van de NV Temsica-Katholieke Burgerkring, een middenstandsinitiatief gestart met aandelen van middenstanders.
In 1890 begint hij voor zichzelf en start in zijn gemeente de groothandel en likeurstokerij 't Zwaantje in de Kasteelstraat.  De likeurstokerij verhuist naar de kelders van het gebouw Temsica aan de Wilfordkaai, toen tegelijk café, restaurant en hotel.
Zijn zonen Joseph en Leon Bruyneel en zijn schoonzoon Aimé Lauwers volgen Aloïs in de zaak in de jaren 1920. Na de Tweede Wereldoorlog komt ook Oswald Lauwers, zoon van Aimé, in de zaak.  In 1958 wordt er een BVBA  opgericht en in die tijd verhuist de groothandel Likeurstokerij 't Zwaantje naar de Doornstraat 51 in Temse.
Bij het overlijden van Oswald Lauwers in 1974 stopt de zaak en sinds 2 juli 1980 werd er een faillissement geopend. Pas in 1995 werd de zaak officieel stopgezet.